# Florencio Fiscowich
Florencio Fiscowich y Díaz de Antoñana y Valverde (Almería, 1851 - Madrid, 23 de octubre de 1915), editor musical y teatral y político español.

## Biografía
De orígenes suizos y tras trabajar en ella como gerente, heredó una de las galerías dramáticas más famosas, Alonso Gullón e Hijos, al casarse con la hija de este, y se hizo además con una importante cantidad de obras musicales y dramáticas pertenecientes a otro editor, Ricardo Puente y Braña, que tenía deudas con Gullón e Hijos, convirtiéndose en una de las tres casas editoriales importantes de teatro musical y teatro a fines del siglo XIX en España, junto a la de Luis Aruej (heredero de Vicente Lalama y su sucesor Enrique Arregui) y la de Hijos de Hidalgo.
Entonces tuvo la idea de comprar a perpetuidad a los compositores y libretistas de zarzuela, y a los autores dramáticos, el derecho de copia y de reproducción de sus obras ya compuestas y de las que compondrían en el futuro, a cambio de una remuneración más generosa de lo habitual, aunque a la larga el negocio fuera más beneficioso para él que para los autores sometidos a esta fórmula leonina. Su archivo musical acabó convirtiéndose en el más importante de los existentes, monopolizando casi a fin de siglo el alquiler de materiales de orquesta y la contratación de temporadas completas de teatros en Madrid y provincias. Su negocio empezó a declinar cuando el compositor Ruperto Chapí y el periodista y escritor Sinesio Delgado crearon la Asociación Lírico-Dramática en 1898, origen de la Sociedad General de Autores de España, y al fin vendió su archivo a la misma en 1901. Casado con Maria de Loreto Gullón y Regoyos, tuvo de ella tres hijos: Ángela, Josefa y Alfonso, este último diplomático con la República y, en la dictadura, embajador en Ankara. Florencio Fiscowich fue además diputado electo por la circunscripción de Huelva, distrito de Valverde del Camino en las legislaturas de 1910-1911 y 1911-1914.